# داء رتجي
الداء الرتجي (بالإنجليزية: Diverticular disease)‏ هي مشكلة تحدث بسبب داء الرتوج.
قد يشمل الداء الرتجي التهاب الرتوج عندما يلتهب القولون يحدث فيه نزيف رتجي.